# 양산 통도사 청동은입사향완 (보물 제1735호)
양산 통도사 청동은입사향완(梁山 通度寺 靑銅銀入絲香垸)은 대한민국 경상남도 양산시 통도사성보박물관에 있는 고려시대의 향완이다. 2011년 12월 23일 대한민국의 보물 제1735호로 지정되었다.

## 개요
고려시대에 들어와 청자향로와 함께 불단 앞에 놓이는 청동제의 고배형(高杯形) 향완이 가장 많이 만들어졌다. 고배형 향완이란 구연이 밖으로 벌어져 넓은 전이 달린 몸체와 아래로 가면서 나팔형으로 벌어진 받침으로 구성된 형식으로서 대부분이 몸체와 다리 부분을 따로 주조하여 결합시키는 방법을 사용하고 있다.
이러한 향로는 명문에 보이듯 특별히 ‘향완’이라 명칭하고 기록하였음을 볼 수 있다. 특히 향로의 표면에는 범자(梵字)를 비롯하여 보상당초, 연당초, 운룡(雲龍), 봉황 뿐 아니라 회화적인 포류수금문(蒲柳水禽文) 등을 은입사로 화려하게 장식한 예가 많다. 고배형 향완은 가장 이른 백월암(白月庵) 향완(1164년)의 예처럼 문양은 아직 부분 부분에만 간략히 묘사되다가 고려후기가 되면 몸체, 다리 할 것 없이 전면을 가득 채우며 복잡하면서도 화려한 문양이 시문된다. 나팔형 다리가 매우 짧아지면서 옆으로 갑자기 벌어져 둔중한 느낌을 주는 고려 말 향완의 모습은 조선시대 향완으로 계승된다.
전형적인 고려 향완에서는 원형 여의두곽(如意頭廓) 안에 범자문(梵字文), 연화당초, 연판, 당초 등이 시문되는 것을 볼 수 있다. 이 작품 바깥으로 벌어진 몸체의 전부 상면에 쌍구체의 유려한 당초문을 화려하게 시문하였으며 몸체 사면에는 여의두곽을 만들어 그 내부에 네 글자의 굵은 범자문을 입사하였다. 이 범자문 여의두곽과 여의두곽 사이를 유려한 연당초문으로 연결시켰다. 고려시대 고배형 향완은 대부분 노부(爐部)와 대부(臺部)를 별도로 주조하여 결합시키는 방법을 사용하고 있다. 이 향로 역시 노부 받침의 내면 중앙에 그러한 연결부를 볼 수 있다. 향완의 대부는 크게 노부받침과 나팔형의 다리, 그리고 대부받침의 3부분으로 구성되었다. 우선 연당초문이 시문된 노부의 하단에는 연판문을 둥글게 돌아가며 시문하였고 그 아래 붙은 받침은 2단의 몰딩형 턱을 두어 위쪽에는 간략화 된 당초문을, 아래 단에는 구름 형태를 간략히 시문하였다.
노부 받침 아래 붙은 다리는 아래로 가면서 점차 넓게 퍼지다가 끝단으로 가면서 1단의 둥근 몰딩과 그 아래로 둥근 받침을 형성한 모습이다. 다리의 상부면은 긴 종선으로 구획하여 그 내부 연잎마다 꽃술 장식이 첨가된 이 첨가된 복련(覆蓮) 형식의 연판문을 주회시켰다. 이 아래로 다리의 넓은 전면을 돌아가며 쌍구체의 연화당초문이 굴곡진 줄기와 함께 유려하게 시문되었다. 다리 아래 단 몰딩 부분에도 몸체의 전부 상면에 표현된 당초문과 동일한 형태의 쌍구체의 당초문이 전면을 돌아가며 시문되었다. 2단의 몰딩 부위 가운데 아래부분에는 여의두문이 첨가되었다. 이처럼 이 향완은 기본적인 외형과 은입사, 세부 문양에서 고려 후기 향완의 전형적인 형태를 잘 보여주고 있다. 특히 바깥으로 벌어진 구연 전부의 밑부분에는 ‘시주가선대부호조정인언 자○○ 정광후 정방사 시납 통도사(施主嘉善大夫戶曹鄭仁彦 子○○ 鄭光厚 淨房寺 施納 通度寺)’라는 연점각의 명문이 새겨져 있어 주목되는데 시주자 이름과 정방사, 그리고 시납 통도사 명문이 확인된다.
가선대부(嘉善大夫)의 직명으로 보아 조선시대에 시납된 것으로 추정되지만 고려시대에 만들어진 향완에 조선시대의 어느 시기에 와서 별도의 시주자 명단을 다시 추각했을 가능성도 배제할 수 없다. 이처럼 이 향완의 기록된 명문을 원래의 명문이 아니라고 판단한다면 그 제작연대는 지금까지의 고려 향완 자료와 비교하여 편년 내릴 수 있다. 향완에 보이는 여러 가지 양식적 특징으로 미루어 이 작품은 비록 크기가 작지만 단정한 외형을 지니면서도 아직까지 둔중해 지지 않은 대부의 균형 잡힌 모습과 노부의 유려한 연당초문, 그에 비해 약화된 여의두곽 안의 범자문 등으로 미루어 14세기 중엽에서 후반쯤 제작된 것으로 추정된다. 이는 조선 전기의 대표적인 작품인 국립박물관 소장 청곡사(靑谷寺) 향완(1397)과 비교해 보아도 그와는 다른 고려적인 요소가 대부분 잔존하고 있기 때문이다. 지금까지 알려진 고려 향완 가운데 14세기에 제작된 편년 작품은 至正4년(1344) 중흥사명(重興寺銘) 향완, 국립박물관 소장 至正17년(1357)명 향완 정도가 알려져 있을 뿐이다. 따라서 조선시대 전기의 향완이라고 알려져 왔던 지금까지의 견해와 달리 이 통도사 소장 향완은 앞서와 같은 고려 후기 향완을 충실히 계승한 작품으로 새롭게 파악될 수 있으며 보존상태 또한 매우 양호하다.

## 같이 보기
- 통도사
- 통도사 청동 은입사 향완 - 보물 제334호

## 참고 자료
- 양산 통도사 청동은입사향완  - 국가유산청 국가유산포털